# Kalana
Kalana – wieś w Estonii, w prowincji Hiuma, w gminie Kõrgessaare. Około 2 km na północny zachód od wsi znajduje się zabytkowa latarnia morska wpisana wraz z kompleksem otaczających ją budynków, na listę narodowych zabytków Estonii pod numerem 23379.
W 2012 roku wieś liczyła 30 mieszkańców, w październiku 2010 i w grudniu 2009 – 31.